# Edwin Tsitsi
Samuel Edwin Tsitsi (ur. 17 stycznia 1925, zm. 20 maja 1997) – nauruański polityk.
Jego ojcem był Samuel Tsitsi. Kształcił się m.in. na rodzinnej wyspie. Z zawodu był farmaceutą, pracował w nauruańskim szpitalu Nauru General Hospital. Tsitsi był członkiem Lokalnej Rady Samorządowej Nauru, Rady Legislacyjnej Nauru i Parlamentu Nauru. Reprezentował okręg wyborczy Aiwo.
W latach 70. XX wieku, pełnił funkcję przewodniczącego parlamentu.